# Le Chevalier des Neiges
Le Chevalier des Neiges er en fransk stumfilm fra 1912 af Georges Méliès.